# Aéroport de Kaniama
L'aéroport de Kaniama (code IATA : KNM • code OACI : FZTK) est un aéroport de la ville de Kaniama dans la province de Haut-Lomami en République démocratique du Congo. L'aéroport de Kaniama Kaniama est situé à 2 km du centre ville.

## Situation
| Bandundu Basango Mboliasa Bunia Gbadolite Gemena Goma Ilebo Kalemie Kananga Kikwit Kindu Kinshasa-Ndjili Kinshasa-N'Dolo Kisangani Kolwezi Lodja Lubumbashi Matari Matadi Mbandaka Mbuji Mayi Nioki Tshikapa Tshumbe |